# Source Engine
Source Engine（ソースエンジン）は、Valve Softwareによって開発されたゲームエンジン。id SoftwareのQuake Engineを元にして、Valveが開発したGoldSrcエンジンを更に改造したもの。初めてSourceエンジンで制作されたゲームは2004年のFPSであるハーフライフ2。同年リリースのDOOM3エンジンと共に、3Dゲームのグラフィックのレベルを大きく引き上げたエンジンとして有名である。また、Modの制作が非常に盛んなエンジンでもある。ゲームのModを専門に扱うウェブサイトMod DBのゲームエンジン評価数ランキングでは、2013年現在第1位であり、第2位であるUnityの390票を大きく引き離す1020票を獲得している。

## 特徴
- Steamとの連携によるエンジン自体の自動アップデート

『ハーフライフ2』初期バージョンでは採用されていなかったHDR・自己遮蔽陰影効果への対応など、ゲームソフト・エンジン両方での自動アップデートを生かしている。
- Havok社製物理エンジンの本格採用

これによって『ハーフライフ2』に登場する特徴的な武器グラビティガンが生まれた。
- 『ハーフライフ2』付属のSDKキット

『ハーフライフ』から引き続き、大量のModが公開されている。一部はValveに権利を買い取られた物もある。
- エンジン自体の使い回し

新しいSourceエンジンのゲームをダウンロードする際、Sourceエンジンのゲームを事前に持っている場合、進行状況が途中から始まる。これによりHDDの圧迫を防げる。複数のバージョンが存在するが、エンジンのコア自体は共通である。
- 2バイト文字の公式対応

前作に当たるGoldsourceエンジンと違い、フォントを一般フォント使用可能としたため、Quake系エンジン特有の2バイト文字の使用不可という弱点を克服している。その代わり独自フォントを組み込めないという弱点は抱えている。
- DirectXレベルの変更

Souce 2006及びそれ以前のエンジンではDirectX7～9、Source 2007及びそれ以降のエンジンではDirectX8.1～9レベルでのレンダリングが可能となっており、古いグラフィックボードでの稼働も可能になっている。その代わりDirectXレベルを下げるとグラフィックの質は悪くなる。またこれをパフォーマンスアップに使うという手段もあるが、グラフィックボードのドライバーバージョンによっては下げる事が出来なくなっている。

## バージョン
Mod制作用のバージョン用に作られたModは、Steamにて無料で配布されているSource SDK Baseをインストールすることでプレイできる。Source SDK Baseには2006、2007、2013 Multiplayer、2013 Singleplayerの4つのバージョンがある。これらのバージョンで制作されたModは基本的に「SourceMod」と呼ばれるが、『ハーフライフ2』との直接的な関係が無くても「HL2MOD」と呼ばれることがある。これは『ハーフライフ2』が初めてSourceエンジンで制作されたゲームとして有名だからである。
初期のバージョン
『ハーフライフ2』などのリリース時に使用されていたバージョン。
Source Engine 2006
『ハーフライフ2 エピソード1』がリリース時に使用していたバージョンであるため、以前はEpisode One Engineと呼ばれていた。Mod制作用のソースコードが公開されている。これ以降のバージョンはHDRレンダリングに対応している。
Source Engine 2007
『The Orange Box』に含まれるゲームがリリース時に使用していたバージョン。Orange Box Engineという呼称だと、Source Engine 2009、2013も含まれるため注意が必要である。Mod制作用のソースコードが公開されており、多くのModがこのバージョンで制作されている。
Source Engine 2009
多くのValve制作ゲームが現在使用している主流バージョン。ユーザーがModゲームを新規に制作することはできなくなったが、既存のゲーム用のマップやアドオンを作成することはできる。『Team Fortress 2』や『カウンターストライク ソース』、『Garry's Mod』等のゲームではSource Engine MPと呼ばれるマルチプレイヤーゲーム用のバージョンを使用している。これ以降のバージョンはマルチコアレンダリングに対応している。
Source Engine 2013
Mod制作用のソースコードが公開されているが、Valve制作でこのバージョンを使用しているゲームは無い。『カウンターストライク グローバル・オフェンシブ』より後に公開されたが、『カウンターストライク グローバル・オフェンシブ』のようなカスケードシャドウマップによる動的影の生成機能は無い。マルチプレイヤー用のSource SDK 2013 Multiplayerと、シングルプレイヤー用のSource SDK 2013 Singleplayerに分かれており、それぞれSourece Engine 2009とSource Engine MPのMod制作用バージョンと言える。
Source 2
現在Valveが開発中の、Source Engineの後継エンジン。2012年にValve創設者のゲイブ・ニューウェルが実際にその存在を認め、「すでに開発を開始してからしばらく経つ」と明言した。また、従来のSource Engineの拡張などではなく、一から作り直しているものとも発言した。現在、このエンジンを採用するゲームは『Dota 2』と『Half-Life: Alyx』と『Counter-Strike 2』。
ゲーム固有のバージョン
Left 4 Deadシリーズ以降は、作品を経る毎に独自にエンジンの部分に改良を施している。このブランチは他のゲームにも利用されており、ゲーム毎にSDKも公開されている。
『Left 4 Dead』のエンジン（2008年）
『Left 4 Dead 2』のエンジン（2009年）
『Portal 2』のエンジン（2011年）
『Alien Swarm』のエンジン（2010年）
『カウンターストライク グローバル・オフェンシブ』のエンジン（2012年）

## Sourceエンジンで制作されたゲーム

### Valveが制作したゲーム
Source 2009を使用（以前のバージョンでリリース後、Source 2009に更新されたものを含む）
Half-Life 2
Half-Life 2: Episode 1
Half-Life 2: Episode 2
Half-Life 2: DeathMatch
Half-Life: Source
Counter-Strike: Source
Day of Defeat: Source
Portal
Team Fortress 2
ゲーム固有のバージョンのSourceエンジンを使用
Left 4 Dead
Left 4 Dead 2
Alien Swarm: Infested
Portal 2
Counter-Strike: Global Offensive

### Valve以外が制作したゲーム
Apex Legends
Black Mesa
The Crossing
Dark Messiah Might and Magic
マビノギ英雄伝
Natural Selection 2
Portal Stories: Mel
Postal III
Prime
Salvation
SiN Episodes
Sting: The Secret Operations
Titanfall
The Ship
They Hunger: Lost Souls
Twilight War: After the Fall (production resumed)
Vampire: The Masquerade – Bloodlines
Zeno Clash
ハーフライフ2 サバイバー
サイバーダイバー
Insurgency
Garry's Mod
Counter-Strike: Online 2
The Stanley Parable (2011 mod, 2013 demo, 2013 remake)
The Beginner's Guide
Infra
Kuma Reality Games
DinoHunters
Dogfights: The Game
The History Channel's ShootOut! The Game
The Kill Point: Game
KUMA WAR